# Planul Schlieffen

Harta planului Schlieffen și reprezentarea presupusei contraofensive franceze

Planul Schlieffen a fost planul strategic al Statului major german întocmit la începutul secolului al XX-lea pentru eventualitatea în care Imperiul German va fi pus în situația să lupte pe două fronturi: cu Franța și cu Rusia. Primul Război Mondial mai târziu a devenit un astfel de război, cu două fronturi: Frontul de Vest și Frontul de Est.
Planul se baza pe exploatarea avantajului apărut din diferența vitezei de pregătire pentru război al celor trei țări.
Pe scurt, acesta a fost planul german pentru a evita un război pe două fronturi, prin concentrarea trupelor în vest, înfrângerea rapidă a francezilor și apoi dacă era necesar, deplasarea rapidă a acestor trupe pe calea ferată către est, pentru a face față rușilor înainte ca aceștia să aibă timp  să mobilizeze pe deplin. Planul Schlieffen a fost creat de către contele Alfred von Schlieffen (1833-1913) și modificat de către Helmuth von Moltke. Schlieffen ca general în vârstă încă de la sfârșitul războiului din 1870 s-a ocupat cu un plan de atacare a Franței. Ideea lui de bază era că datorită perfecționării sistemelor de apărare (câmpuri de mine, sârma ghimpată, cuiburi de mitraliere) în mod necesar o să apară un război static în care părțile se adăpostesc în tranșee, situație care poate fi contracarată doar de un atac prin surprindere și înaintare rapidă. După pensionarea lui Schlieffen, planul a fost pus în aplicare de Moltke în Primului Război Mondial în formă modificată, care pus în aplicare în prima lună a războiului aproape a adus victoria germană. Cu toate modificările aduse planului inițial, un contraatac francez la marginea Parisului în prima bătălie de la Marna și ofensiva rusă surprinzător de rapidă a oprit ofensiva germană și a dus la ani de luptă în tranșee. Planul a fost subiectul unor dezbateri intense între istorici și strategii militari de atunci și până în zilele noastre. Ultimele cuvinte ale lui Schlieffen au fost "nu uitați să păstrați flancul drept puternic", se referea la faptul că Moltke în modificarea sa a consolidat flancul stâng.

## Necesitatea planului

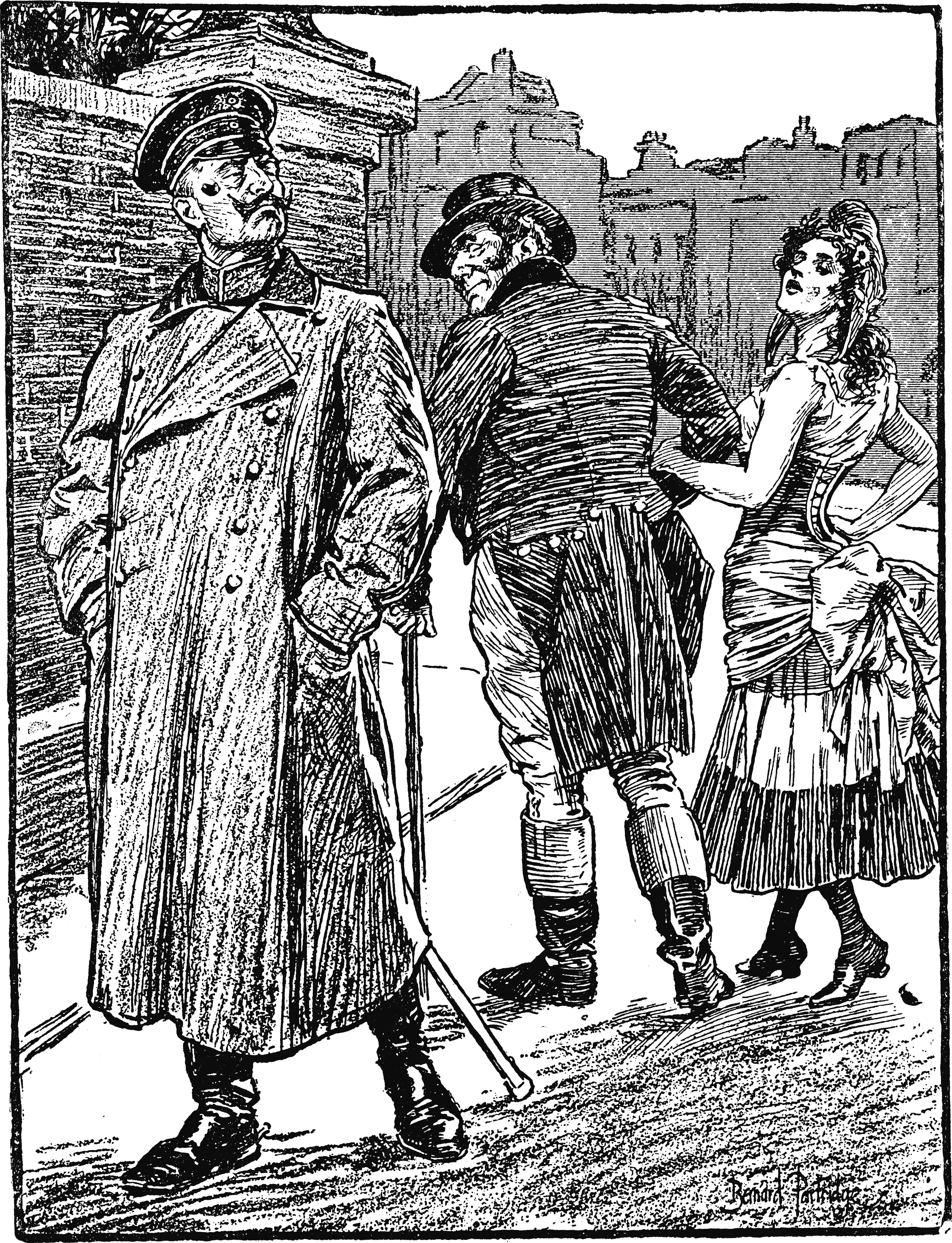
Caricatură despre Antanta cordială din perspectiva germană cu John Bull plecând cu femeia ușoară Marianne, întorcând spatele Kaiser-ului.

După conferința din Balcani din 1878 relația Rusiei și a Imperiului German s-a înrăutățit foarte mult. 
După Războiul franco-prusac din 1870, provinciile franceze  Alsacia și Lorena, cu o populație mixtă de francezi și germani a fost anexată noului Imperiu German. Franța revanșardă încerca să recapete aceste teritorii posedate de aproape 200 de ani.
Datorită alianțe orchestrate de cancelarul german Otto von Bismarck, Franța a fost inițial izolată, dar după ce împăratul Wilhelm al II-lea al Germaniei a urcat pe tron în 1888, a înstrăinat treptat Germania de Rusia și Marea Britanie, născându-se temerea printre germani, că într-un viitor război Germania va trebui să lupte simultan pe două fronturi datorită alianței franco-ruse.
Lupta pe două fronturi ar fi solicitat foarte tare economia, industria și armata germană. Nu se întrevedea nicio speranță pentru învingerea rapidă a Rusiei datorită spațiilor vaste și ale resurselor materiale și umane aparent nelimitate ale Rusiei. Se știa însă că Rusia își poate mobiliza armata foarte încet, armata germană s-ar fi întors împotriva armatei ruse doar după învingerea rapidă armatei franceze. 
După ce Regatul Unit și Franța au încheiat pactul Antanta cordială, împăratul Wilhelm al II-lea a cerut contelui Schlieffen să conceapă un plan care îi făcea posibilă Germaniei să lupte pe două fronturi.
Conform căpitanului american Douglas Cohn victoria japoneză în Războiul ruso-japonez din 1904-05 a discreditat armata rusă, iar Planul Schliffen finalizat în mai puțin de trei luni după terminarea războiului în mod sigur a ținut cont de aceste aspecte. Mai târziu în Primul Război Mondial victoria germană asupra forțelor armate ruse superioare în Bătălia de la Tannenberg (1914) a confirmat aceste socoteli. 
Planul Schlieffen și-a propus ca scop învingerea rapidă a armatei franceze. Pentru ocuparea Parisului Schlieffen a prevăzut 39 de zile și 42 de zile până la capitularea Franței - înainte ca mașinăria de război rusească să se mobilizeze și să atace Germania(Prusia de Est).
Planul inițial (modificat apoi în 1911) prevedea o mobilizare rapidă a armatei germane, care fără să țină seama de neutralitatea Olandei, Luxemburgului și Belgiei printr-un atac rapid să treacă în forță prin aceste două țări neutre și să surprindă Franța.
Conform Planului Schlieffen Parisul nu urma să fie cucerit (în 1870 Asediul Parisului a durat luni) nici industria slăbită, ci capturarea marii majorități a Armatei franceze ca și în Războiul franco-prusac. Armata franceză urma să se replieze în jurul capitalei în apărarea acesteia și forțată să lupte într-u luptă de învăluire din partea forțelor germane. Cu toate că în concepția planului exista sădită sămânța dezastrului, atât Schlieffen cât și Moltke au fost seduși de posibilitatea de a învălui din două direcții forțele franceze. Inspirația a venit de la 
distrugerea armatei romane de către forțele lui Hannibal în Bătălia de la Cannae, în 216 î.Hr., care a fost meticulos studiat de Schlieffen. În esență, planul său a fost o reeditare strategică la scară foarte mare a  tacticii lui Hannibal, valorificarea recentelor descoperiri în domeniul comunicațiilor și transporturilor. Studiiile tactice ale lui Hans Delbrück au avut o influență profundă asupra teoreticienilor militari germani, în special asupra lui Schlieffen. Prin scrierile sale, Schlieffen expunea că "modelul Cannae" ar continua să fie aplicabil în războaiele de manevră în secolul al XX-lea:,

"O luptă de anihilare poate fi executată astăzi, în conformitate cu aceleași planuri concepute de Hannibal în vremuri de mult uitate. Frontul inamic nu este scopul principal al atacului... Trupele și a rezervele nu  trebui să fie concentrate în masă împotriva frontului inamic, esențial este ca flancurile să fie zdrobite. Aripile nu ar trebui să fie solicitate la punctele de avansate din față, ci mai degrabă de-a lungul întregii adâncimi și extinderi a formației inamice. Anihilare este completată printr-un atac împotriva spatelui inamicului.... Pentru a aduce o victorie decisivă și de anihilare este necesar un atac împotriva porțiunii frontale și împotriva unuia sau ambelor flancuri..."

Schlieffen mai târziu a dezvoltat doctrina sa operațională proprie într-o serie de articole, multe dintre ele au fost ulterior traduse și publicate în lucrare sa intitulată "Cannae".
Din punct de vedere politic, unul dintre cele mai mari neajunsuri ale  Planului Schlieffen a fost că impunea invazia statelor neutre, în scopul de a deplasa trupele germane în Franța. După cum s-a dovedit, cel puțin formal, decizia de a invada Belgia a fost motivul care a dus la războiul cu Marea Britanie. În SUA modul în care a fost invadată Belgia a avut mult de-a face cu antipatia față de Germania și a facilitat în aprilie 1917 intrarea Statelor Unite în războiul împotriva Germaniei.
După cum s-a menționat anterior, mobilizarea rusă era presupus că va fi extrem de lentă datorită sistemului feroviar slab dezvoltat. După înfrângerea rapidă a Franței, Statul major general german urma să concentreze trupele germane pe Frontul de Est. Planul presupunea trimiterea a 91% din trupele germane în Franța și 9% în Rusia. Scopul lui a fost de a învinge Franța în șase săptămâni timpul necesar Rusiei de a mobiliza armata sa, După care armata germană s-ar fi deplasat pe Frontul de Est înainte ca Rusia să poată reacționa. Împăratul Wilhelm al II-lea este citat că ar fi spus: "la Paris luăm masa de prânz, cina la Sankt-Petersburg."

## Ipotezele pe care se baza Planul Schlieffen
- Imposibilitatea obținerii unei victorii rapide asupra Imperiului Rus:
  - lipsa obiectivelor importante la granița imediat apropiată Rusiei ceea ce implica faptul că armata trebuia să depună eforturi pentru atingerea acestor obiective;
  - teritoriul rus vast oferea apărătorilor spații imense pentru retragere
  - Rusia nu-și poate mobiliza armata mai repede de șase săptămâni
- Imposibilitatea atacării directe a Franței:
  - în cazul unui atac frontal asupra fortificațiilor franceze avansul armatei germane ar fi fost prea lent
- Neutralitatea Belgiei:
  - Franța credea că neutralitatea Belgiei era respectată de Germania, fiind garantată de Regatele Unite, iar intervenția Regatului Unit în războiul franco-german în favoarea Franței ar fi fost decisivă;
  - Germania credea că putea încălca neutralitatea Belgiei, ținând cont de:
    - viteza manevrelor germane
    - presupusa reacție lentă a oamenilor politici britanici
    - slăbiciunea armatei britanice, formată din militari profesioniști, mult mai puțini la număr ca în cazul armatelor germane și franceze.

## Modificarea planului în 1911

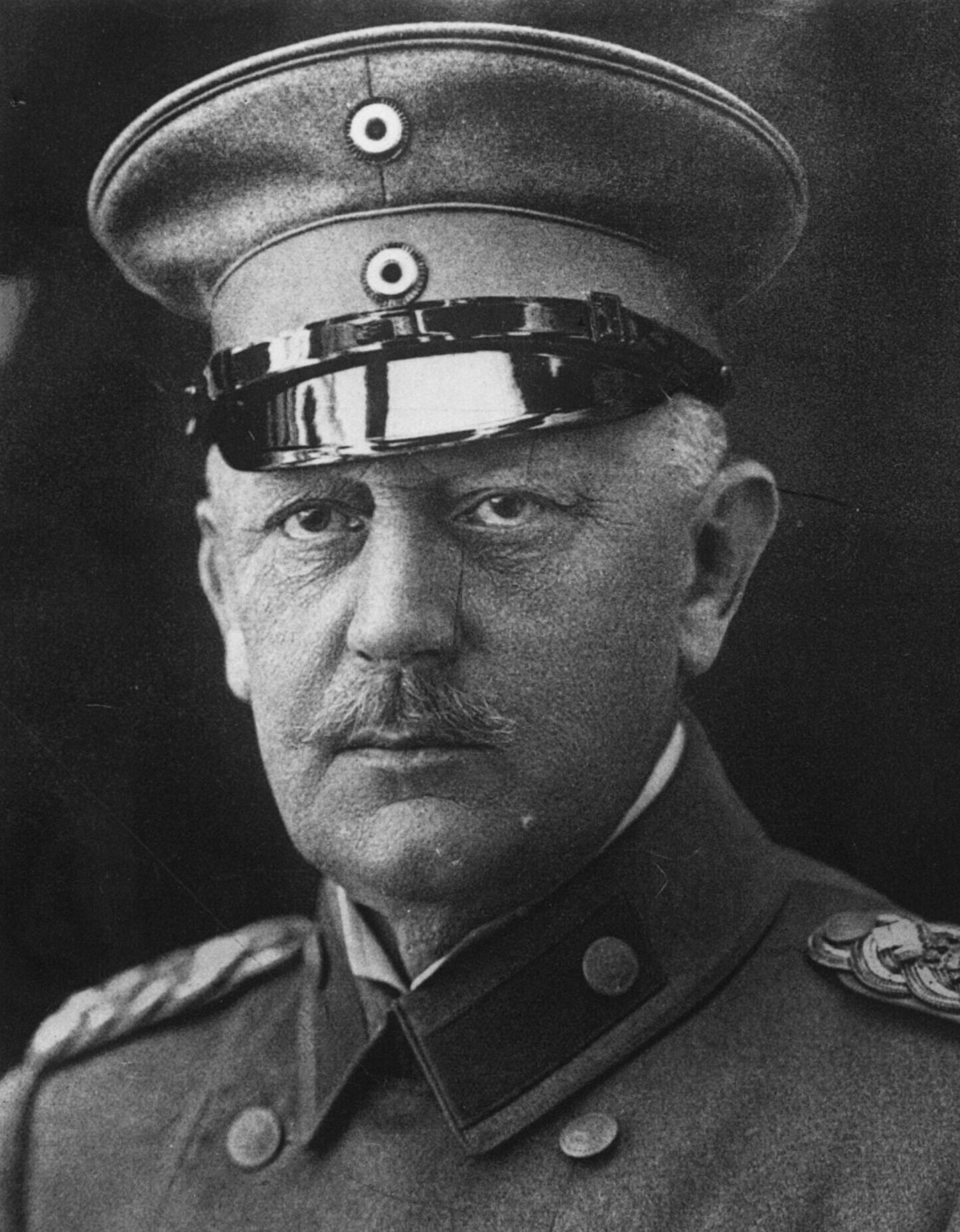
Helmuth von Moltke

După retragerea lui Schlieffen în anul 1906 Helmuth von Moltke a devenit comandantul armatei germane. El nu a aprobat Planul Schlieffen considerându-l prea riscant. Cu toate acestea, planul după ce a fost conceput în 1905 era acum prea mult parte din gândirea militară germană ca să fie abandonat complet, astfel încât tot ce Moltke a putut face a fost să modifice planul. 
- Moltke a decis pentru a trage de-o parte un număr semnificativ de trupe de la forța principală  din Franța din nord, în scopul de a întări forțele din Alsacia-Lorena, și forțele de la granița cu Rusia.
- Altă modificare semnificativă pe care a făcut-o a fost de a intra în Franța nu prin Olanda, ci a trimis trupe doar prin Belgia și Luxemburg.

Aceste schimbări au fost subiectul multor dezbateri. L.C.F. Turner în 1970 a descris modificările lui von Moltke ca "o modificare substanțială în planul lui Schlieffen și unul care, probabil a condamnat campania germană în vest înainte de a fi fost lansată." Turner susține că, prin slăbirea ofensivei principale  germane, ea nu au avut o șansă reală de a învinge armata franceză destul de repede, prin urmare, armata germană a fost blocată într-un război pe două fronturi. De asemenea, el susține că evitarea de a merge prin Olanda, nu doar a creat un blocaj la frontiera germano-belgiană, dar, de asemenea, dat fiind faptul că nu au avut la dispoziție căile ferate olandeze a creat o mare problemă de aprovizionare, o problemă care a depășit beneficiile pe care le-au câștigat având încă acces la porturile olandeze.
Cu toate acestea, în 1977 istoricul militar israelian Martin van Creveld, analizând rolul logisticii în plan, a simțit că efectele modificărilor lui Moltke, pentru a evita invadarea neutralității olandeze au fost mai mult aparentă decât reală, deoarece în zonă au fost trimise  90.000 militari care ar fi putut fi folosiți pentru invazia Franței. Mai mult, van Creveld subliniază faptul că în timp ce Schlieffen a alocat cinci corpuri de armată pentru Anvers, Moltke a alocat doar două. "Deși este, prin urmare, adevărat că aripa dreaptă a lui Moltke nu a fost la fel de puternic cum a planificat Schlieffen s-o facă, această pierdere a fost mai mult decât compensată prin economiile efectuate în versiunea  planului în varianta Moltke. La începutul războiului în conformitate cu directivele Planului XVII, francezii au mobilizat și aruncat forțele lor pe granița germană, în încercarea de rău-augur să recupereze Alsacia-Lorena. Ei au jucat exact în după concepția lui Schlieffen intrând în capcana încercuirii duble, fiind ademeniți spre frontiera Alsacia-Lorena pentru a se retrage din calea înaintării armatei germane. Cu toate acestea,  slăbirea de către Moltke a aripii drepte germane, apărarea Alsaciei-Lorenei și transferul a trei corpuri de armată și o divizie de cavalerie de pe frontul de vest pentru a ajuta la apărarea împotriva avansării trupelor rusești în Prusia de Est, toate au contribuit la eșecul armatei germane pentru a străpunge pozițiile forțelor aliate la Marna. Fără străpungere, planul era compromis.

## Punerea în aplicare a planului și eșecul ulterior
Schlieffen în planul său a împărțit asimetric forțele germane. În Alsacia care era pe aripa stângă a lăsat în urmă doar un număr mic de trupe care erau pregătiți pentru apărare. Rolul acestor trupe era să oprească forțele franceze care intrau în Alsacia și să împiedice căderea Strasbourg-ului. Acestor trupe Schlieffen nu a dedicat rol important. 
În porțiunea de mijloc al frontului pentru apărarea minelor și industriei din Saarland Schlieffen a plasat trupe întărite pentru apărare. Aceste trupe aveau dublu rol: de a împiedica căderea Saarland-ului și blocarea unui număr mare de trupe franceze pentru ca acestea să nu poată participa la luptele împotriva trupelor principale de atac.
Pe aripa dreaptă erau plasate cavalerie și trupe mecanizate care erau capabile de înaintare rapidă prin Olanda și Belgia. Trupele care trebuiau să treacă prin pădurile Ardeni trebuiau să treacă granița franco-germană, apoi să atace Parisul dinspre nord-vest.
Comandamentul german după pensionarea lui Schlieffen a "moștenit planul", iar după cum s-a precizat mai sus, a fost modificat.
În vârful de atac care urma să atace Belgia au fost concentrate trei armate germane, în frontul din mijloc două, iar Alsacia era apărată de o singură armată germană. 
Trupelor de atac li s-au stabilit obiective de atins astfel:
- în cea de a doua săptămână trebuia să atingă linia Gent – Charleroi – Luxemburg.
- la finele primei luni trupele care atacau spre nord trebuiau să atingă linia Somme – Sedan, apoi trecând peste fluviu în cea de a 40-a zi să atingă Sena și periferiile Parisului.

În ceea ce privește logistica, Germania a construit linii ferate pentru transportul trupelor și a depozite pentru asigurarea materialelor pentru aprovizionarea trupelor.
Deși dezbaterea continuă cu privire la meritele Planului Schlieffen chiar dacă Planul Schlieffen nu a fost vreodată cu adevărat executat, în cele din urmă invazia germană a eșuat din cauza a șapte motive majore:
- 1. Rezistența Belgiană-cu toate că Armata Belgiei era doar a 10-a parte din armata germană, a reușit să blocheze armata germană aproape o lună prin apărarea fortărețelor și orașelor.  Germanii foloseau artileria grea, printre care mortiera de mare calibru "Berta cea grasă" pentru a distruge forturile din Liège, Namur și Anvers, dar belgienii ripostau, creînd un pericol constant liniilor de aprovizionare germane din nord. În plus, atacarea Belgiei neutre a întors opinia publică împotriva Germaniei și Kaiserului.

Totuși, în ciuda rezistenței belgiene solide, evenimentele Planului Schlieffen decurgeau în conformitate cu planul până când înaintarea germană să fie oprită în Franța.
- 2. Eficacitatea Corpului Expediționar Britanic- Corpul Expediționar Britanic la începutul războiului a fost mic, de doar 75.000 de militari britanici. Francezi au mobilizat milioane de recruți, iar scopul lor a fost de a folosi acest număr pentru a învinge germanii rapid în Alsacia. Pentru acest scop, comandantul-șef al francezilor, Joseph Joffre a plasat Corpul Expediționar Britanic mic, dar foarte bine instruit pe flancul stâng, unde credea el că nu va fi nicio luptă. Datorită avansului rapid german prin Belgia, forțele britanice aproape că au fost anihilate de mai multe ori, dar au reușit să întârzie germanii suficient de mult timp pentru ca întăririle franceze și britanice să ajungă în timp util. În timp ce Corpul Expediționar Britanic pe parcursul lunii august a fost forțat să se retragă, aceasta a oferit suficientă rezistență împotriva armatei germane conduse de Alexander von Kluck ajutând la determinarea generalului german să nu respecte planul. În schimb, von Kluck s-a întors cu armata sa spre sud-est spre Compiègne, dezvelindu-și flancul său în fața Garnizoanei de la Paris condusă de Joseph Gallieni, făcând posibilă "Miracolul de pe Marna".
- 3. Viteza mobilizării rusești - Rușii s-au mobilizat și s-au mișcat  mai repede decât se așteptau germanii, câștigând teren în Prusia de Est  mai rapid decât germanii se așteptau. În timp ce avansul rușilor nu era o amenințare reală în acel moment, dacă ar fi menținut ritmul ofensivei, ar fi ajuns periculos de aproape de Berlin. Acest lucru a determinat germanii să disloce și mai mulți oameni de la forța lor principală de atac, în scopul de a consolida Frontul de Est. Acest lucru s-a dovedit contraproductiv, deoarece forțele luate de pe Frontul de Vest erau încă în deplasare în momentul când Bătălia de la Tannenberg a avut loc, în care germanii au ieșit victorioși, în timp ce luptele de pe Frontul de Vest au fost pierdute de germani.
- 4. Sistemul de căi ferate franceze - Din cauza întârzierilor cauzate de britanici și belgieni, francezii au avut mai mult timp pentru a transfera trupele de la frontiera cu Alsacia-Lorena pe Frontul de Vest. Germanii au subestimat foarte mult capacitatea francezilor de a transfera trupele.Francezii și-au deplasat trupele cu trenul, uneori chiar și cu taxiuri, iar cei rămași fără mijloace au ajuns la locul destinației prin marș forțat. Când germanii au sosit în Franța, francezii deja îi așteptau.
- 5. Neajunsuri logistice  - van Creveld afirmă că: Schlieffen nu pare să fi acordat o atenție mare logistici, când a dezvoltat marele Său plan. El a înțeles foarte bine dificultățile care pot fi întâlnite, dar nu a făcut eforturi sistematice pentru a le rezolva. Dacă el a făcut așa, el poate că fi ajuns la concluzia că operațiunea este imposibil de pus în practică. ... Moltke a făcut mult pentru a îmbunătăți partea de logistică a planului. Sub conducerea sa, problema a fost serios studiată pentru prima dată și ofițeri instruiți în "tehnicile" războiului... Este adevărat, că el a făcut o serie de schimbări în plan. Dintr-un punct exclusiv de vedere logistic, unele dintre acestea au fost benefice, dar cele mai multe au fost dăunătoare. Cu toate acestea, luând ca un întreg influența sa asupra planului, el a făcut probabil mai mult pentru a îmbunătăți planul decât de a deteriora șansele sale[2]. El concluzionează că, în ansamblu, deficiențele logistice ale Planului nu au contribuit la înfrângerea Germaniei la Marna. Cu toate acestea,  Prima bătălie de pe Marna s-a desfășurat în favoarea Germaniei ... există toate motivele să credem că avansarea s-ar fi oprit. Factorii principali ar fi fost: incapacitatea căilor ferate de a  ține pasul cu avansarea armetei, lipsa de furaje și epuizarea militarilor. În acest sens putem spune că logistica Planului Schlieffen era nerealizabilă[2]

În opinia lui van Creveld proiectarea Planului nu a fost caracterizată de seriozitatea și de planificare detaliată, care este de obicei considerat a fi semnul distinctiv al Statului Major General German, ci de "un refuz tipic de struț de a nu face față problemelor care, după patruzeci de ani de pace, s-ar fi putut prevedea." Deși Moltke a îmbunătăți planul oarecum în acest sens, nu a fost o planificare metodică, care ar fi permis înaintarea cu succes a armatei germane, ci o "improvizație furioasă".
- 6. Schimbarea planului de către Moltke - Șeful Statului Major, General Helmuth von Moltke a făcut mai multe modificări la Planul Schlieffen, consolidând aripa de est cu 180.000 de oameni luați de la aripa din armatele din dreapta, slăbind forța de invazie în favoarea apărării. Moltke s-a opus de asemenea trecerea  armatei de invazie prin Olanda neutră, ceea ce ulterior a întârziat armatele sale în Belgia și a dus la "cursa spre mare", după Bătălia de la Marne. Moltke, de asemenea, a consolidat în continuare aripa stângă cu corpuri de armate luate de la aripa dreaptă pentru a împiedica forțele aliate să pătrundă prea departe în Germania, o problemă de care  Schlieffen nu a fost preocupat (Planul Schlieffen avea intenția de a învălui forțele franceze invadatoare). Acest lucru s-a dovedit problematic, deoarece unitățile germane care ar fi trebuit să cadă în spate și să ademenească forțele franceze departe de Paris și de flancul drept german, au intrat acum în Franța înainte de ele. În loc să distragă forțele franceze în altă parte, aceasta a plasat unitățile franceze mult mai aproape de armatele germane care amenințau Parisul. Moltke de asemenea, a decis să trimită cu 80.000 de oameni mai mulți către est pentru a ajuta la apărarea împotriva invaziei ruse în ciuda sfatului generalului Erich Ludendorff (cu două zile înainte de a sosi întăririle, germanii au distrus forțele ruse în lupta de la Tannenberg). În cele din urmă Moltke a realocat 250.000 de oameni (de valoarea unei întregi armate), de la asaltul în dreapta înainte ca în cele din urmă să abandoneze Planul Schlieffen. Respins de către forțele din aripa stângă a forțelor lui Moltke de pe lângă Sarrebourg, francezii s-au retras de pe dealurile din jurul orașului de Nancy. În loc să facă manevre de învăluire în jurul francezilor și să învăluie Parisul dinspre est, Moltke a optat pentru a ataca direct pozițiile franceze întărite în jurul orașului Nancy, care sa terminat cu un eșec total.

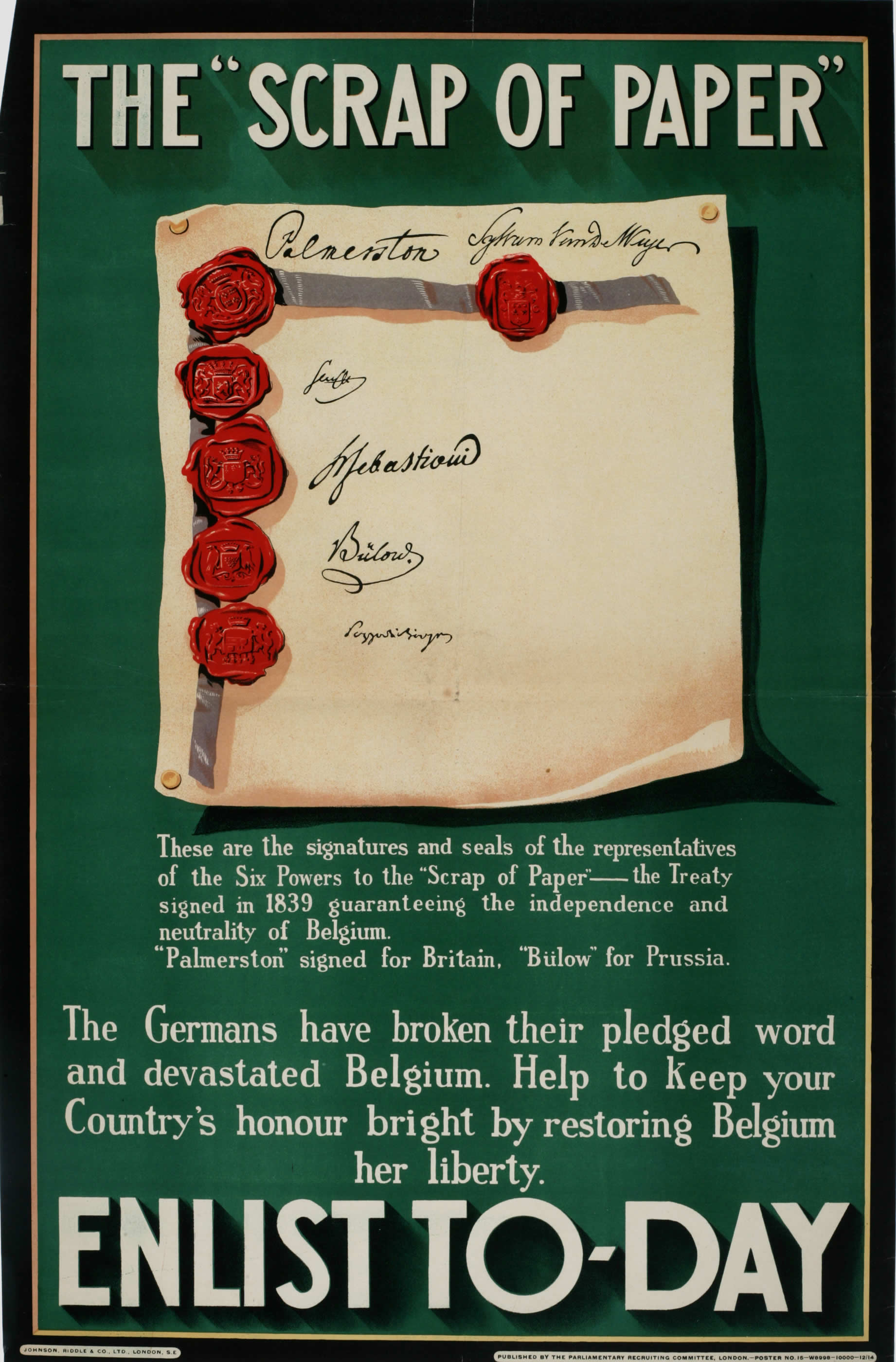
"Bucata de hârtie" - Înrolează-te azi!- Afiș de publicitate pentru înrolarea britanicilor.

- 7. Subestimarea alianței Belgiano-Britanice de către germani -  "Bucata de hârtie" - Înrolează-te azi!- Afiș de publicitate pentru înrolarea britanicilor. În baza Tratatului de la Londra din 1839 Marea Britanie și Belgia erau în alianță. Germania credea că Marea Britanie, care în dorința sa de a-și păstra neutralitatea, nu va onoara tratatului și nu va sări în ajutorul Belgiei. Britanicii, cu toate acestea, au uimit foarte mult Germania când au respectat termenii tratatului. Faimoasa expresie "Oare britanicii vor merge la război pentru o simplă bucată de hârtie?" a fost rostită de cancelarul german Bethmann-Hollweg întrebându-l pe ambasadorul britanic Goschen despre decizia sa [3]. Eșecurile din Vest au dus la înfrângerea de la Prima bătălie de pe Marna în septembrie 1914, impas și războiului de tranșee, și un război pe două fronturi pentru Germania. Ceea ce au avut loc în cele din urmă a fost un "Plan Schlieffen invers", în care Rusia a fost învins înainte de aliații occidentali. Armata rusă, ajutată de armatele române și sârbe și considerate de către comandamentul german ca fiind mult mai periculoși decât Aliații occidentali, au fost învinși cu relativă ușurință. Între timp, aliații occidentali au avut o bază umană mai mare din care să alimenteze războiul de uzură care a avut loc. Chiar dacă Germania a trimis mai multe divizii pentru a lupta în Italia și pe teatrul franco-benelux, în urma colapsului din Rusia și Frontul de Est în 1917/18, aliații occidentali au învins forțele Puterilor Centrale. În campania din vară din 1918, Italia a obținut o victorie decisivă asupra Austro-Ungariei, Austria s-a retras din război și a expus flancul sudic al Germaniei. Înfrângerea de Bulgariei a expus, de asemenea, Germania (și Austria), unui avans al Aliaților pe Dunăre. În cele din urmă intrarea Statelor unite de partea aliaților în 1917 și sosirea trupelor americane substanțiale, cuplate cu eșecul ofensivei finale germane în Occident la începutul anului 1918, a permis aliaților să împingă germanii afară din Franța și în Belgia, spre granița germană. Odată ce pozițiile statice lung menținute de germani s-au pierdut, Germania a acceptat termenii armistițiului aliaților.

## Critica Planului Schlieffen
Mai mulți istorici susțin că planul a fost imposibil de realizat pentru vremurile respective, ca urmare a progreselor prea recente în armament și îmbunătățirea transportului echipamentului de război. Unii spun că planul a fost "prea bun". B.H. Liddell Hart, de exemplu, a lăudat Planul Schlieffen ca o concepție de îndrăzneală  napoleonică, dar a concluzionat că:
Planul va deveni din nou posibil pentru  următoarea generație atunci când forțele aeriene ar putea paraliza partea care se apără în încercarea de a-și reîmprospăta forțele sale, în timp ce dezvoltarea forțelor mecanizate accelerează foarte mult viteza  mișcării de înconjurare și îi extinde raza de acțiune. Dar în momentul în care a fost conceput planul Schlieffen a avut o șansa foarte slabă de succes.
În plus, unii istorici, printre care David Fromkin, autor al cărții "Europe's Last Summer: Who Started the Great War in 1914?"(Ultima vară a Europei: Cine a început Marele Război în 1914?) și David Stevenson, autorul cărții Cataclysm: The First World War as Political Tragedy (Cataclism:Primul Război Mondial ca tragedie politică), susțin că ceea ce este sub numele de planul Schlieffen nu ar fi fost în realitate un plan   ci un memoriu ipotetic și o scurtă expunere scris în anul 1906.
Schlieffen poate nu  destina conceptul său să fie executată în forma în care el l-a scris, ci văzându-l probabil ca un exercițiu intelectual. Fromkin a susținut că documentele lui Schlieffen capturat de Armata SUA împreună cu alte documente germane de război arată că memorandumul nu a fost niciodată finalizat într-un program operațional. Nu există comenzi sau detalii operaționale (cum ar fi specificarea unităților pentru fiecare zonă a ofensivei) au fost anexate. 
În plus, Fromkin spune că memorandumul recunoaște faptul că, pentru ca planul să fie fezabil  armata germană are nevoie de mai multe divizii și sunt necesare mai mult drumuri paralele prin Belgia. 
Fromkin continuă prin a preciza că planul este de fapt „Planul lui Moltke”, care a văzut și a crezut că memorandumul ar fi un plan pe deplin operațional, pe care a continuat apoi să-l  adopte și să-l extindă și că ar fi un produs al interpretărilor greșite ale lui Moltke referitor la memorandul din 1905 și codicilul din 1906.
Potrivit istoricului A. Palmer, cu toate acestea, o inspecție mai atentă a documentelor privind planul de război german relevă că schimbările lui Moltke nu erau atât mari, și că planul a fost eronate de la bun început. El susține că Planul Schlieffen nu-și merită marea sa reputație, deoarece i-a subestimat destul de mult pe toți: pe ruși, francezi, britanici și belgieni. Cu toate acestea, acest lucru ar avea tendința de a susține punctul de vedere al profesorului Fromkin, care spune că un plan slab va indica originea sa ca una nu pe deplin verificată.
Istoricul militar britanic John Keegan rezuma dezbaterea asupra planului criticându-l pentru lipsa sa de realism cu privire la viteza cu care aripa dreaptă a armatei germane ar putea să se deplaseze prin Belgia și Țările de Jos, în scopul lângă Paris conform programului. 
El observă că, indiferent de calea aleasă, nu erau pur și simplu suficiente drumuri pentru trupele germane pentru ca acestea să ajungă la Paris în timpul planificat. Cu alte cuvinte, planul presupunea ca forțele germane să ajungă la timp și suficient de viguroși, dar în realitate doar una din cele două premise era fezabilă și nu ambele simultan.
Keegan subliniază, de asemenea la Planul Schlieffen ca un exemplu tipic de separare dintre planificarea militară și considerentele politice/diplomatice care au fost una dintre cauzele originale ale războiului. 
Schlieffen conceput planul său ca cea mai bună soluție posibilă pentru o problemă strategică, în timp ce ignora realitatea politică care încălca neutralitatea Belgiei care cu mare probabilitate determina intervenția britanică și extinderea conflictului.
Un alt punct de vedere este că atât presupunerile lui Palmer cât și ale lui Fromkin sunt corecte. Planul Schlieffen putea fi pur și simplu un document care a stimulat gândirea operațională și de planificare și a devenit denumirea unei o strategii care țintea ocolirea majorității forțelor franceze printr-o manevră de flancare.